# Rob Madna

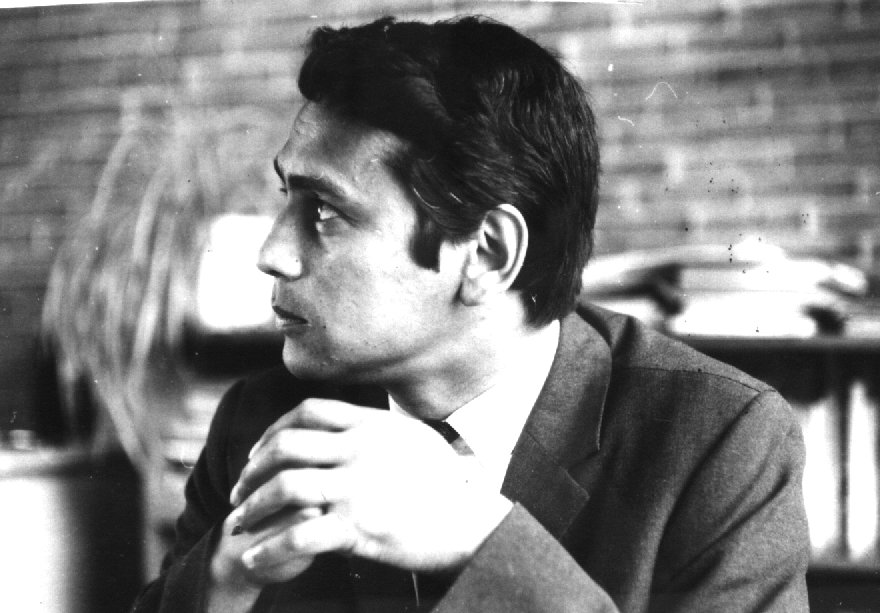
Rob Madna (1980) - niederländischer Jazz-Pianist

Toleh Johannes Nedricus „Rob“ Madna (* 8. Juni 1931 in Den Haag; † 5. April 2003 in Berkel en Rodenrijs)  war ein niederländischer Jazz-Pianist des Modern Jazz.

## Leben und Wirken
Madna war der Sohn eines Indonesiers (1916 aus Java eingewandert, auch er war musikalisch und spielte Geige und Klavier) und einer Niederländerin. Er spielte zuerst Gitarre und wechselte dann zum Klavier. Jazz brachte er sich durch Plattenhören und den Besuch von Tanzorchestern wie den „Ramblers“ bei (oft zusammen mit den van Rooyen Brüdern aus seiner Nachbarschaft in Den Haag). Mit 16 Jahren begann er professionell in einem Militärclub zu spielen, protegiert von Jerry van Rooyen und Rob Pronk. Er studierte aber daneben Mathematik mit dem Ziel Lehrer zu werden. Auch nachdem er hauptberuflich als Lehrer in Rotterdam arbeitete (er wurde sogar Konrektor seiner Schule) setzte er das Jazzspielen fort und brachte sich auch noch autodidaktisch Trompete und Arrangieren bei. Ab 1951 spielte er mit eigenem Sextett Cool Jazz (beeinflusst von Lennie Tristano und Miles Davis Birth of the Cool). 1955 nahm sein Quartett für die Serie „Jazz behind the Dikes“ auf (sein Debütalbum). Um dieselbe Zeit ist er auch auf „Jazz from Holland“ bei Columbia zu hören, zusammen mit Wessel Ilcken.
Er erhielt in den 1960er Jahren ein Angebot von Thad Jones, der ihn bei den „Skymasters“ gehört hatte, für das Thad Jones/Mel Lewis Orchestra als Arrangeur und Pianist auf ihrer Europa-Tour zu arbeiten, was er aber ausschlug, ebenso wie ähnliche Angebote von Lucky Thompson und Freddie Hubbard. Ab 1983 war er musikalischer Leiter und Pianist im neu gegründeten „Dutch Jazz Orchestra“, das in der Tradition des Thad Jones/Mel Lewis Orchesters steht. Madna arrangierte auch für andere niederländische Orchester wie das Metropole Orchester. Ab 1985 unterrichtete er am Konservatorium in Hilversum. Zuletzt spielte er mit eigenem Trio (mit Marius Beets, Eric Ineke), mit dem er auch ein paar Aufnahmen machte, zusammen mit dem Saxophonisten Ferdinand Povel: „The Rob Madna Trio featuring Ferdinand Povel – Broadcast Business 76“ bei Daybreak/Challenge Challenge Records (Live aus Nick Vollebregt´s Cafe in Laren), „Rob Madna“ in der Serie „Blanc et Noir“ von Daybreak (Live-Aufnahmen seines Trios) und „Live at Cafe Hopper“ (2000) bei Daybreak. 1996 veröffentlichte er die CD „Update“ mit seinem Trio und dem Dutch Jazz Orchestra.
Als Musiker spielte er u. a. mit Art Farmer (in den 1950er Jahren), Freddie Hubbard, Dexter Gordon, Quincy Jones, Phil Woods, Bob Brookmeyer, Don Byas, Ack van Rooyen, Piet Noordijk und Lucky Thompson. Er begleitete die Sängerin Ann Burton.
2003 erhielt er posthum den Bird Award für sein Lebenswerk auf dem North Sea Jazz Festival.